# Carol Burnett
Pour les articles homonymes, voir Burnett.
Carol Burnett est une actrice et productrice américaine née le 26 avril 1933 à San Antonio (Texas).

## Biographie

### Enfance
Née au Texas, Carol Creighton Burnett a passé son enfance à San Antonio. Sa famille déménage en Californie alors qu'elle a 12 ans. Elle prend alors des cours de comédie.

### Carrière
L'essentiel de la carrière de Carol Burnett s'est déroulée à la télévision. De 1967 à 1978, elle présente l'émission de variétés à sketches The Carol Burnett Show pour laquelle elle remporte cinq fois le Golden Globe de la meilleure actrice dans une série télévisée musicale ou comique,.
Elle a formé à de très nombreuses reprises un duo à succès avec Julie Andrews, à la télévision et sur scène.

### Prix Carol Burnett
En décembre 2018, la Hollywood Foreign Press Association annonce créer un nouveau prix récompensant l'ensemble d'une carrière à la télévision : le prix Carol Burnett (en). Le 6 janvier 2019, lors de la 76e cérémonie des Golden Globes, elle en est la première récipiendaire .

### Vie privée
Carol Burnett a été mariée trois fois :
- de 1955 à 1962 à l'acteur Don Saroyan (1928–1990) ;
- de 1963 à 1984 au producteur Joe Hamilton (1929–1991), avec lequel elle a eu trois filles : Carrie (1963-2002), Jody  (née en 1967) et Erin (née en 1968) ;
- depuis 2001 au compositeur Brian Miller.

## Filmographie

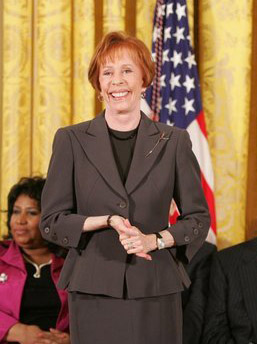
Carol Burnett, le 9 novembre 2005 à la Maison-Blanche.

### Cinéma
- 1963 : Mercredi soir, 9 heures... (Who's Been Sleeping in My Bed ?) : Stella
- 1972 : Peter et Tillie (Peter 'n' Tillie) : Tillie
- 1974 : Spéciale première (The Front Page) : Mollie Malloy
- 1978 : Un mariage (A Wedding) de Robert Altman : Katherine « Tulip » Brenner
- 1980 : Health : Gloria Burbank
- 1981 : Les Quatre Saisons (The Four Seasons) d'Alan Alda : Kate Burroughs
- 1981 : Chu Chu and the Philly Flash de David Lowell Rich : Emily
- 1982 : Annie : Miss Hannigan
- 1992 : Bruits de coulisses (Noises Off...) : Dotty Otley / Mrs. Clackett
- 2001 : La Trompette magique (The Trumpet of the Swan) de Richard Rich : Mrs. Hammerbotham (voix)
- 2008 : Horton (Dr Seuss' Horton Hears a Who!) de Jimmy Hayward et Steve Martino : Kangaroo (voix)
- 2020 : All Together Now : Joan

### Télévision

#### Téléfilms
- 1963 : Calamity Jane : Calamity Jane
- 1964 : Once Upon a Mattress : princesse Winnifred
- 1972 : Once Upon a Mattress : princessr Winifred the Woebegone
- 1974 : 6 Rms Riv Vu (en) : Anne Miller
- 1974 : Out to Lunch
- 1975 : Twigs
- 1976 : Sills and Burnett at the Met avec Berveley Sills
- 1978 : The Grass Is Always Greener Over the Septic Tank : Dorothy Benson
- 1979 : Mort au combat (Friendly Fire) : Peg Mullen
- 1979 : The Tenth Month : Dori Grey
- 1981 : Christmas in Hawaii
- 1981 : Starring Katharine Hepburn - uniquement productrice
- 1982 : Lights, Camera, Annie! : Miss Hannigan
- 1982 : Eunice (en) : Eunice
- 1982 : Life of the Party: The Story of Beatrice : Beatrice O'Reilly
- 1983 : Texaco Star Theater: Opening Night
- 1983 : Between Friends (en) : Mary Catherine Castelli
- 1985 : The Laundromat : Alberta Johnson
- 1985 : Happily Ever After : narratrice
- 1987 : Plaza Suite : Karen Nash / Muriel Tate / Norma Hubley - également productrice
- 1987 : James Stewart: A Wonderful Life - uniquement productrice
- 1988 : Bonnie Lee en cavale (Hostage) : Martha
- 1994 : Les Raisons du cœur (Seasons of the Heart) : Vivian Levinson
- 1996 : Southern Star: A Portrait of Atlanta - uniquement productrice
- 1998 : Grace
- 1998 : L'Amour après la mort (The Marriage Fool) : Florence
- 2000 : Putting It Together : l'épouse
- 2005 : Once Upon a Mattress : reine Aggravain - également productrice
- 2009 : Post Grad : Maureen Malby

#### Séries télévisées
- 1950 : The Paul Winchell and Jerry Mahoney Show
- 1956-1957 : Stanley : Celia
- 1958-1962 : The Garry Moore Show : invitée régulière
- 1960 : The Carol Burnett Show
- 1962 : La Quatrième Dimension, épisode 3.36 L'Ange gardien (Cavender Is Coming) : Agnès Grep
- 1967 : The Carol Burnett Show : présentatrice /personnages divers
- 1970 : The Carol Burnett Show in London : présentatrice / personnages divers
- 1976 : La Force du destin (All My Children) : Mrs. Johnson
- 1979 : Carol Burnett and Company : présentatrice / personnages divers
- 1983-1985 : Mama's Family : Eunice Higgins
- 1983 : La Force du destin (All My Children) : Verla Grubbs
- 1984 : Mike Douglas Presents : invitée
- 1986 : Fresno : Charlotte Kensington
- 1990 : Carol and Company : personnages divers
- 1991 : The Carol Burnett Show : présentatrice
- 1993 : The Carol Burnett Show: A Reunion  également productrice
- 1995 : La Force du destin (All My Children) : Verla Grubbs
- 1996-2009 : Dingue de toi : Theresa Stemple
- 2001 : Carol Burnett: Show Stoppers  également productrice
- 2004 : The Carol Burnett Show: Let's Bump Up the Lights - également productrice
- 2005 : La Force du destin (All My Children) : Verla Grubbs
- 2006 : Desperate Housewives : Eleanor Mason, la belle-mère de Bree (saison 2)
- 2009 : New York, unité spéciale (Law and Order: Special Victims Unit) : Bridget « Burdie » Solloway (Saison 10, épisode 16)
- 2010 : Glee : Doris Sylvester
- 2013-2015 : Hot in Cleveland : Penny
- 2013 : Hawaii 5-0 : tante Deb McGarett (saison 4) : Penny
- 2020 : All Together Now : Joan
- 2022 : Better Call Saul : Marion
- 2024 : Palm Royale : Norma Dellacorte